# Barfota
Barfota var ett TV-program som sändes i fem avsnitt i Sveriges Television med premiär den 2 april 1978.
Programmet producerades av Björn Lundholm och det var meningen att Lasse Åberg skulle vara programledare, men han tackade nej, så Ola Ström och Per Dunsö fick en förfrågan, och Barfota blev den första programserie duon gjorde tillsammans i TV. Programidén var att bereda plats i TV för färska oetablerade band, eftersom det var svårt att få medieutrymme på den tiden. Banden fick inte ha satt sin fot på TV tidigare eller spelat in någon skiva.
Per Dunsö och Ola Ström presenterade de liveband som spelade, och inledde med att själva live framföra Barfotablues (Noshörningsblues), kompade av sig själva på akustiska gitarrer. Medverkande gjorde en rad då okända band som aldrig tidigare synts i TV eller gjort någon skiva, bland annat Horizont med Tommy Nilsson, Made in Africa, Kung Tung från Kalmar, Anita Livstrand, Moder Svea, Sprängd Anka från Sigtuna och Zeta. Vissa band var så färska att de saknade namn, och fick hitta på ett på plats.

### Fotnoter
1. 1 2  http://solstollarna.se/tvserier_barfota.htm